# One of These Nights
One of These Nights je četrti studijski album ameriške glasbene skupine Eagles, ki je izšel 10. junija 1975 pri založbi Asylum Records. Single »One of These Nights« je postal skupinin drugi single, ki se julija 1975 je uvrstil na 1. mesto lestvice Billboard Hot 100. Z albuma so izšli trije singli, ki so bili vsi uvrščeni med Top 10, »One of These Nights«, »Lyin' Eyes«, in »Take It to the Limit«. Singli so dosegli 1., 2. in 4. mesto. Prodanih je bilo več kot 4 milijone izvodov tega albuma, album pa je bil nominiran za Grammyja za album leta. Skladba »Lyin' Eyes« je bila nominirana za Grammyja za posnetek leta.
One of These Nights je zadnji album, na katerem je igral kitarist Bernie Leadon, kasneje ga je nadomestil Joe Walsh. Leadon je Eaglese zapustil po koncu turneje One of These Nights. Skladba »Visions« je edina skladba skupine Eagles, pri kateri je glavni vokal pel kitarist Don Felder. Po izdaji albuma je skupina odšla na promocijsko turnejo.

## Seznam skladb
| Stran 1 | Stran 1                                                               | Stran 1 |
| Št.     | Naslov                                                                | Dolžina |
| ------- | --------------------------------------------------------------------- | ------- |
| 1.      | „One of These Nights‟ (Don Henley, Glenn Frey)                        | 4:51    |
| 2.      | „Too Many Hands‟ (Randy Meisner, Don Felder)                          | 4:43    |
| 3.      | „Hollywood Waltz‟ (Bernie Leadon, Tom Leadon, Don Henley, Glenn Frey) | 4:04    |
| 4.      | „Journey of the Sorcerer‟ (Bernie Leadon)                             | 6:40    |

| Stran 2         | Stran 2                                                        | Stran 2 |
| Št.             | Naslov                                                         | Dolžina |
| --------------- | -------------------------------------------------------------- | ------- |
| 5.              | „Lyin' Eyes‟ (Don Henley, Glenn Frey)                          | 6:22    |
| 6.              | „Take It to the Limit‟ (Randy Meisner, Don Henley, Glenn Frey) | 4:49    |
| 7.              | „Visions‟ (Don Felder, Don Henley)                             | 3:58    |
| 8.              | „After the Thrill Is Gone‟ (Don Henley, Glenn Frey)            | 3:56    |
| 9.              | „I Wish You Peace‟ (Patti Davis, Bernie Leadon)                | 3:45    |
| Skupna dolžina: | Skupna dolžina:                                                | 43:15   |

## Zasedba

### Eagles
- Don Felder – vokali, kitare, slide kitara
- Glenn Frey – vokali, kitare, klavir, harmonij
- Don Henley – vokali, bobni, tolkala, tabla
- Randy Meisner – vokali, bas kitara
- Bernie Leadon – vokali, kitare, banjo, pedal steel kitara, mandolina

### Dodatni glasbeniki
- David Bromberg – violina (4)
- The Royal Martian Orchestra – godala (4)
- Clara Potter-Sweet – intergalaktična enciklopedična raziskovalka (4)
- Albhy Galuten – sintetizator (3)
- Jim Ed Norman – klavir (5, 6), orkestracija, dirigent
- Sid Sharp – koncertni mojster

## Singli
- »One of These Nights«/»Visions« - Asylum 45257; izdan 19. maja 1975
- »Lyin' Eyes«/»Too Many Hands« - Asylum 45279; izdan 7. septembra 1975
- »Take It to the Limit«/»After the Thrill Is Gone« - Asylum 45293; izdan 15. novembra 1975